# Eishockey-Europameisterschaft der Frauen 1996
Die 5. Eishockey-Europameisterschaft der Frauen fand vom  23. bis zum 29. März 1996 in der russischen Stadt Jaroslawl statt. Den Europameistertitel holte sich erstmals Schweden, nachdem die vorherigen vier Titel Finnland gewonnen hatte.
Die Mannschaften auf den Plätzen 1 bis 5 qualifizierten sich für die 4. Eishockey-Weltmeisterschaft der Frauen im Folgejahr.
Nach dieser Austragung wurden die Europameisterschaften eingestellt, da die Weltmeisterschaften nunmehr – mit Ausnahme der Olympiajahre – jährlich stattfinden sollten.
Austragungsorte der B-Gruppe waren vom 12. bis zum 16. März 1996 die Städte Piešťany und Trnava in der Slowakei.

## A-Gruppe
| Spiele         | SWE | RUS | FIN | NOR | SUI | GER | Tore  | Pkt. |
| -------------- | --- | --- | --- | --- | --- | --- | ----- | ---- |
| 1. Schweden    |     | 4:2 | 2:1 | 6:3 | 6:3 | 2:2 | 20:11 | 9:1  |
| 2. Russland    | 2:4 |     | 3:2 | 5:4 | 4:3 | 3:2 | 17:15 | 8:2  |
| 3. Finnland    | 1:2 | 2:3 |     | 7:0 | 8:0 | 8:0 | 26:05 | 6:4  |
| 4. Norwegen    | 3:6 | 4:5 | 0:7 |     | 3:2 | 4:1 | 14:21 | 4:6  |
| 5. Schweiz     | 3:6 | 3:4 | 0:8 | 2:3 |     | 3:2 | 11:23 | 2:8  |
| 6. Deutschland | 2:2 | 2:3 | 0:8 | 1:4 | 2:3 |     | 07:20 | 1:9  |

### Beste Scorer
Fett: Turnierbestwert
| Spieler                  | Mannschaft | Tore | Assists | Punkte |
| ------------------------ | ---------- | ---- | ------- | ------ |
| Jekaterina Paschkewitsch | Russland   | 6    | 3       | 9      |
| Sanna Lankosaari         | Finnland   | 7    | 1       | 8      |
| Kathrin Lehmann          | Schweiz    | 7    | 0       | 7      |
| Camilla Hille            | Norwegen   | 3    | 4       | 7      |
| Petra Vaarakallio        | Finnland   | 3    | 4       | 7      |
| Julija Perowa            | Russland   | 4    | 2       | 6      |
| Tina Månsson             | Schweden   | 3    | 3       | 6      |
| Tiia-Riitta Reima        | Finnland   | 3    | 3       | 6      |

### Meistermannschaften
| Europameister Schweden | Helena Nilsson, Annica Åhlén – Ann-Sofie Gustavsson, Pernilla Burholm, Åsa Lidström, Minna Dunder, Gunilla Andersson, Pia Morelius – Ann-Britt Nordkvist, Åsa Elfving, Joa Elfsberg, Anne Ferm, Erika Holst, Lotta Almblad, Ann-Louise Edstrand, Susanne Ceder, Camilla Kempe, Tina Månsson, Maria Rooth Trainer: Christian Yngve                                                                                            |
| Silber Russland        | Irina Gaschennikowa, Swetlana Gawrilowa, Ljudmila Jurlowa, Natalja Koslowa, Tatjana Malyschewa, Rada Maslennikowa, Larissa Mischina, Marija Misropjan, Swetlana Nikolajewa, Jelena Ossipowa, Jekaterina Paschkewitsch, Julija Perowa, Ljudmila Reschetnikowa, Jelena Rodikowa, Schanna Schtscheltschkowa, Wioletta Simonowa, Swetlana Trefilowa, Julija Woronina, Irina Wotynzewa, Tatjana Zarjowa Trainer: Walentin Jegorow |
| Bronze Finnland        | Sari Fisk, Anne-Kristiina Haanpää, Kirsi Hänninen, Satu Huotari, Marianne Ihalainen, Johanna Ikonen, Katariina Kovalainen, Sanna Lankosaari, Marika Lehtimäki, Marja-Helena Pälvilä, Tiia-Riitta Reima, Katja Riipi, Maria Selin, Petra Vaarakallio Trainer: Jorma Valtonen |

### Auszeichnungen
| Auszeichnung        | Spieler                  | Team     |
| ------------------- | ------------------------ | -------- |
| Top-Scorerin        | Jekaterina Paschkewitsch | Russland |
| Beste Torhüterin    | Patricia Sautter         | Schweiz  |
| Beste Verteidigerin | Pernilla Burholm         | Schweden |
| Beste Angreiferin   | Sanna Lankosaari         | Finnland |

All-Star-Team
| Angriff:      | Sanna Lankosaari – Jekaterina Paschkewitsch – Åsa Elfving |
| Verteidigung: | Anne Haanpää – Johanna Ikonen                             |
| Tor:          | Irina Gaschennikowa                                       |

## B-Gruppe

### Vorrunde
Gruppe 1
| Spiele        | LAT | SVK | FRA | KAZ | Tore  | Pkt. |
| ------------- | --- | --- | --- | --- | ----- | ---- |
| 1. Lettland   |     | 3:1 | 4:1 | 4:2 | 11:04 | 6:0  |
| 2. Slowakei   | 1:3 |     | 6:3 | 2:1 | 09:07 | 4:2  |
| 3. Frankreich | 1:4 | 3:6 |     | 5:2 | 09:12 | 2:4  |
| 4. Kasachstan | 2:4 | 1:2 | 2:5 |     | 05:11 | 0:6  |

Gruppe 2
| Spiele            | DEN | CZE | NED | GBR | Tore  | Pkt. |
| ----------------- | --- | --- | --- | --- | ----- | ---- |
| 1. Dänemark       |     | 5:3 | 3:1 | 5:0 | 13:04 | 6:0  |
| 2. Tschechien     | 3:5 |     | 4:4 | 7:1 | 14:10 | 3:3  |
| 3. Niederlande    | 1:3 | 4:4 |     | 7:1 | 12:08 | 3:3  |
| 4. Großbritannien | 0:5 | 1:7 | 1:7 |     | 02:19 | 0:6  |

### Finalspiele
| Spiel um Platz 7 | Kasachstan | 5:4 n. V. (1:2, 2:1, 1:1, 1:0) | Großbritannien |  |
| Spiel um Platz 5 | Frankreich | 7:3 (3:1, 1:0, 3:2)            | Niederlande    |  |
| Spiel um Platz 3 | Tschechien | 5:2 (0:1, 4:1, 1:0)            | Slowakei       |  |
| Finale           | Dänemark   | 3:0 (2:0, 1:0, 0:0)            | Lettland       |  |

### Auszeichnungen
| Auszeichnung        | Spieler            | Team        |
| ------------------- | ------------------ | ----------- |
| Top-Scorerin        | Marion Pepels      | Niederlande |
| Beste Torhüterin    | Lolita Andriševska | Lettland    |
| Beste Verteidigerin | Andrea Badiková    | Slowakei    |
| Beste Angreiferin   | Jannie Madsen      | Dänemark    |

All-Star-Team
| Angriff:      | Andrea Babonyová – Zuzanna Králová – Jannie Madsen |
| Verteidigung: | Tine Perry – Andrea Badiková                       |
| Tor:          | Lolita Andriševska                                 |